# Мариана Малинова
Мариана Ненчева Малинова е арабист-литературовед и ислямовед. Доцент в Нов български университет. Преводач.

## Биография
Завършва Арабистика в Софийския университет „Св. Климент Охридски“ (1987-93). Редовен докторант на фондация „Сасакава“ и Софийски университет (1994-1998). Доктор по теория и практика на превода с дисертация на тема „Тълкувател на страстите“ на Ибн Араби (поч. 1240 г.). Херменевтика на символите в мюсюлманската мистика“ (1999).
Преводач-говорител към арабската секция на Радио „България“ (1992-1995). Хоноруван преподавател към Бургаския свободен университет, специалност „Международни отношения с арабски език“ (1996-1998). Хоноруван преподавател в катедра „Арабистика и семитология“ към ФКНФ на СУ (1998).
Главен асистент (2005-2013) и доцент (2013) към програма „Ориенталистика – арабски език“ в Нов български университет с хабилитационен труд на тема „История на преводаческото движение в Абасидския халифат (VІІІ-Х в.)“.
Член на UEAI – Union Europeenne des Arabisants et Islamisants (от 2000).
Главен редактор на списание „Ориенталия“, издание на програма „Ориенталистика“ на Нов български университет.
Съпруга на Светослав Малинов.

## Специализации
- 2006 – специализация в ориенталската секция на Висшия съвет за научни изследвания (CSIC)в Мадрид, Испания в рамките на програма на фондация Mellon за Източна Европа.
- 2002 – стипендия на DAAD, специализация в Ориенталския семинар на университета в Тюбинген, Германия.
- 1998 – специализация в Университета на Кайро.
- 1996-97 – специализация в рамките на докторантска програма на DAAD в Ориенталския семинар на Университета в Тюбинген.
- 1991-92 – Ориенталски семинар на Виенския университет, Австрия.